# ロマン・アブラモヴィッチ

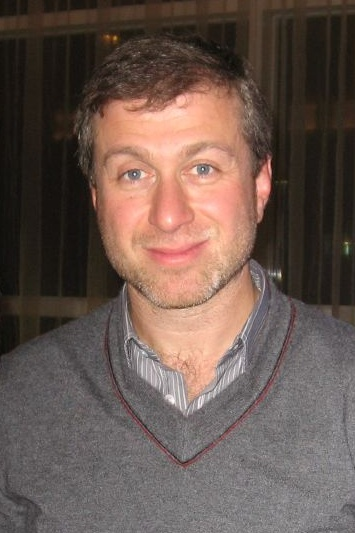
ロマン・アブラモヴィッチ（2007年2月）

ロマン・アルカディエヴィッチ・アブラモヴィッチ（アブラモーヴィチ、ロシア語: Рома́н Арка́диевич Абрамо́вич、ラテン文字転写の例：Roman Arkadievich Abramovich、1966年10月24日- ）は、ユダヤ系ロシア人の実業家（石油王）。個人的な投資会社ミルハウス・キャピタルのオーナーであり、寡頭資本家（オリガルヒ）の一人。また、チュクチ自治管区知事を務めた政治家でもある。

## 経歴
1966年10月24日、サラトフに生まれる。1歳の時間に母のイリーナが、3歳の時に父のアルカーディがそれぞれ死去したため、孤児として育った。1992年から商売を始め、特に石油取引業で手腕を振るい巨万の富を得る。ボリス・ベレゾフスキーが設立した石油企業シブネフチや自動車販売を中心とする複合企業ロゴヴァスの管理を任せられる。1995年にベレゾフスキーと協同でP.K.トラストを設立した。1996年9月にシブネフチ取締役に就任。その他、アルミニウム企業最大手のルサールも掌握していた。
1999年12月の下院選挙でチュクチから立候補し当選した。翌2000年12月にはチュクチ自治管区知事選に立候補し当選した。
2001年5月、シブネフチの重役が関与した汚職事件に関連して検察当局から取り調べを受けた。ベレゾフスキーに対しウラジーミル・プーチン政権は対立姿勢を見せ始めたため、ベレゾフスキーは国外に逃亡した。アブラモヴィッチはプーチン政権に対しては沈黙を守り、プーチン政権との関係は比較的良好と言われていたが、次第に彼に対しても圧力が掛かり始めていると噂されている時に、ロシア最大手の石油会社だったユコス社長のミハイル・ホドルコフスキーが逮捕された。
2002年から2005年にかけてミルハウス・キャピタルは、シブネフチの株を130億ドルでガスプロムに、ルサールの株を20億ドルでオレグ・デリパスカに、といった具合に資産の大半をかなりの利益で売却した。

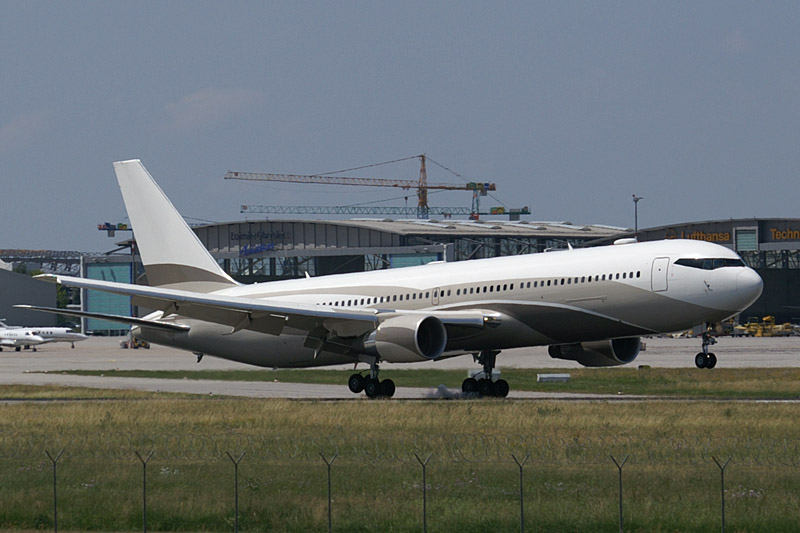
アブラモヴィッチの社用機ボーイング767

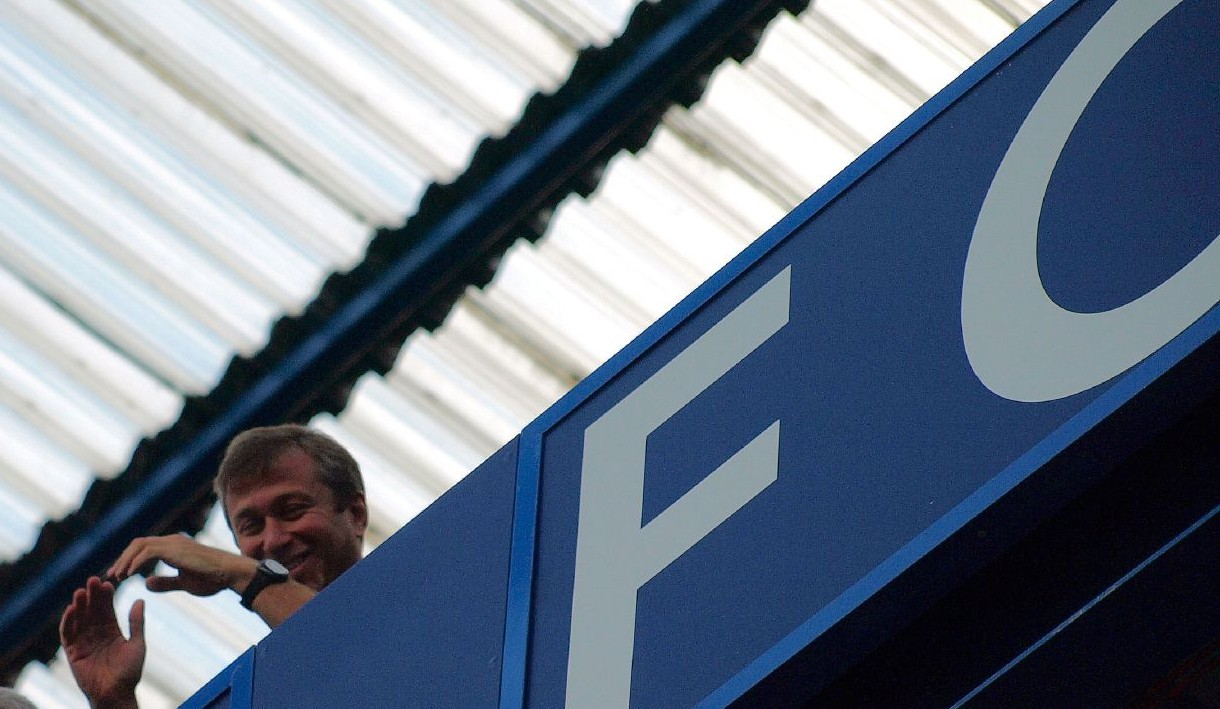
チェルシーの本拠地スタンフォード・ブリッジで試合を観戦するアブラモヴィッチ（2008年8月）

2003年7月にイングランド・プレミアリーグのサッカークラブであるチェルシーを買収。約160億円ともいわれた負債を返済し、ポケットマネーで次々と有力選手を獲得した。それまで一部の政治・経済人等にしか認知されていなかった実業家が、一夜にして世界中から注目を集めた。当時、オリガルヒに対するプーチン政権側の強攻策には、欧米側による批判があった上、オリガルヒの資産国外流出を招くと懸念されていた。しかしアブラモヴィッチはその後もプーチン政権と良好な関係を維持し、2005年10月にプーチン大統領よりチュクチ自治管区知事に再任された。
アブラモヴィッチは2006年からチュクチ自治管区知事辞任を請願し、2008年7月3日にドミートリー・メドヴェージェフ大統領によって承認されたため知事の座を退いた。しかし今度はチュクチ自治管区の地方議員に就任するよう地元から強く要請されたため、チュクチ自治管区地方議員選挙に立候補し、同年10月13日、96.99%の高得票率で当選して、議長に就任した。2013年5月7日、高級公務員（大統領、地方首長、国会・地方議会議員等の被選挙職を含む）のロシア国外での金融資産保有を禁じる連邦法（N 79-ФЗ）が成立し、同法の遵守を理由として施行前の7月2日に議員辞職した。
2007年からの世界的な金融危機では203億ドルを失ったとされ、『フォーブス』の億万長者ランキングでは2008年度は15位（純資産187億ドル）だったが、2009年度は51位（85億ドル）と大幅に順位を下げた。
2018年にイスラエル国籍を取得。

### ロシアによるウクライナ侵攻への対応
2022年2月24日に開始されたロシアによるウクライナ侵攻の初期の段階ではウクライナ側より要請され、仲介者として同国とロシアとの和平交渉に関与した。3月にはウクライナの首都キーウで同国の代表団とともにロシア側との交渉に臨んだが、その際にアブラモヴィッチと少なくともウクライナ側の代表団2名が会談終了後に目の充血や痛み、涙目、顔や手の皮膚が剥がれるといった症状を訴えた。命に別条はなく回復したものの、調査した専門家が毒物投与による中毒症状の可能性があると報道機関に語ったとされ、被害者はロシア側の強硬派が停戦交渉を妨害するために実行したと主張していると大々的に報道された。ただしウクライナ政府は毒物が投与されたとする情報を否定している。
同年3月2日には世界各国からのロシアへの非難や経済制裁による影響を鑑みる形で、チェルシーの経営権売却と、売却で得た純益は全て戦争の被害者に対して寄附する意向を表明した。ところが3月10日にイギリス政府がプーチン大統領との関係においてアブラモヴィッチに対して資産凍結や渡航禁止令などの制裁を科したため、売却やチームの運営に大きな制約が課せられることとなり、更に12日には、プレミアリーグ側がアブラモヴィッチを失格処分にしたと表明した。その後、イギリス政府やプレミアリーグなどの承認を得た上で5月28日、アブラモヴィッチはアメリカ合衆国の投資グループへ売却することで最終的に合意し、オーナーを辞任した。売却金額は総額で42億5000万ポンド（約6800億円）。売却にあたってはアブラモヴィッチが売却して得た純収益を慈善事業に寄附することと、チェルシーの関連企業に貸し付けた返済を求めないこととされた。
イギリスはチェルシー売却後にアブラモヴィッチの資金を凍結し、ウクライナ復興や支援に充てる意向を表明していたものの、送金などに関してはアブラモヴィッチの署名が必要であった。アブラモヴィッチは売却で得た23億ポンド（約4180億円）について戦争の影響を受けたロシア人へ寄附したい意向とされており、2023年6月18日にはウクライナに分配するとした合意書へのサインを拒否したと報じられた。

### ロシア政府との協力関係
2022年5月には制裁解除を求めて、EUを提訴した。弁護士は「（アブラモヴィッチは）クレムリンとの繋がりが弱いため、制裁を受けるべきではない」と主張していた。
しかし、同年12月20日、組織犯罪および腐敗報道プロジェクト（OCCRP）は、アブラモヴィッチが林業事業においてロシア政府と秘密裏に協力関係にあったことを明らかにした。ロシア政府が大株主である林業会社「ロシア・フォレスト・プロダクツ（RFP）」にアブラモヴィッチは多額の投資をしている。
OCCRPが入手した契約書、融資契約書、証書、その他の内部文書によると、2008年から株主であるアブラモヴィッチは、2013年までに英領ヴァージン諸島に登記された企業「ミンデン社」を通じてRFP株の3分の1弱を保有していた。ミンデン社を通じて、2008年から2016年の間に約2億3000万ドルをRFPに投資していた。
2013年、クレムリンはキプロス登記の企業「アマルード社」を通じてRFPに投資し、アブラモヴィッチのパートナーになった。アマルード社は、モスクワに本社を置く投資会社「ロシア・中国投資基金（RCIF）」の100％子会社である。2021年までに、アマルード社はRFPの筆頭株主となり、40％以上の株式を保有するようになった。
RCIFは、ロシアの政府系ファンドであるロシア直接投資基金（RDIF）が45％、さらに中国政府が40％、同国の投資運用会社である中国中信集団公司が15％を保有していることが公文書で示されている。しかし、OCCRPが入手した2013年の機密契約書により、当時はRDIFがRCIFの60%を支配していたことが判明している。
ロシア政府とアブラモヴィッチは、ウクライナ侵攻の1カ月前となる2022年1月にRFP社の株式を売却した。
アメリカ合衆国の経済学者で調査ジャーナリストであるジェームズ・S・ヘンリーは、「（アブラモヴィッチは）クレムリンと直接の提携関係はなく、その関係から利益を得ていなかったという主張をむき出しにしている」「彼は否定しているが、土地や林業の利権を含む彼の持株は、主にロシアにあったので、彼がパートナーになるのは理にかなっている」「ロシア経済は政治色が濃く、重要なものはすべてクレムリンが支配している」と話している。

## 私生活
3回結婚しており、最初の妻オリガとは1987年12月に結婚するも1990年に離婚、2番目の妻イリーナ（旧姓マランディーナ）と翌1991年10月に結婚するも2007年に離婚した。
2006年10月15日、『ニュース・オブ・ザ・ワールド』は、イリーナが夫とダリア・ズコワ（テニス選手マラト・サフィンの元恋人）が親しい関係にあるという報道を受けて、イギリスの離婚弁護士2人を雇ったと報道した。2007年3月にアブラモヴィッチ夫妻は世界最高額の60億ポンド（当時の日本円で1兆3,500億円）の慰謝料で離婚したと、大衆紙などが報じた。アブラモヴィッチ自身は、3月13日に代理人の声明により、離婚した事実のみを明らかにしたが、離婚の条件などは公表していない。
その後に愛人のダリアとは再婚したが、2017年に離婚した。
2010年に推定資産額およそ19億ドルのスーパーヨット「エクリプス」を購入。2つのヘリポート、24の客室、2つのプールを有する船体は、世界最高額のスーパーヨットであると推定されている。